# 44 cicus
A 44 cicus (Nickelodeon) / A 44 csacska macska (M2 és Megamax) (eredeti cím: 44 Gatti) 2018 és 2021 között vetített olasz 3D-s számítógépes animációs kaland sorozat, amelyet Iginio Straffi alkotott és rendezett.
A zeneszerzője Marco Iardella. A Rainbow S.r.l. és a Rai Fiction gyártja, forgalmazója a Rainbow S.r.l. Négy kis cicáról szól. A The Buffycats nevű zenei csoportot alkotó show a barátság, az altruizmus, a tolerancia és a sokféleség témáira összpontosít. Antoniano Bolognával együttműködve készül, és ez az első projekt, amelyet Rainbow dolgozik a kanadai animációs szolgáltatást nyújtó Bardel cégnél, amelyet 2015-ben szerzett.
Olaszországban 2018. november 12-én a Rai YoYo, míg Magyarországon 2019. április 15-én a Nickelodeon mutatta be, és a Megamax is elérhető.

## Szereplők

### Főszereplők
| Szereplő  | Eredeti hang        | Magyar hang      |
| --------- | ------------------- | ---------------- |
| Lampo     | Federico Campaiola  | Baráth István    |
| Milady    | Gea Riva            | Haffner Anikó    |
| Gombóc    | Francesco Falco     | Seszták Szabolcs |
| Pilu      | Joy Saltarelli      | Csifó Dorina     |
| Lina mama | Michela Alborghetti | Zsurzs Kati      |
| Winston   | Francesco Prando    | Varga Rókus      |
| Isotta    | N/A                 | Bak Julianna     |

### Mellékszereplők
| Szereplő           | Eredeti hang           | Magyar hang                                                                                  |
| ------------------ | ---------------------- | -------------------------------------------------------------------------------------------- |
| Gróf               | Alessandro Quarta      | Hamvas Dániel                                                                                |
| Gixer              | Francesco De Francisco | Moser Károly                                                                                 |
| Fred               | Emiliano Reggente      | Hám Bertalan                                                                                 |
| Brutus             | TBA                    | Háda János                                                                                   |
| Bertie             | TBA                    | Renácz Zoltán                                                                                |
| Igor               | Daniele Raffaeli       | Czető Roland                                                                                 |
| Guszti             | Alberto Bognanni       | Baradlay Viktor                                                                              |
| Gabi               | TBA                    | Csuha Borbála                                                                                |
| Piperita           | TBA                    | Tóth Szilvia                                                                                 |
| Cosmo              | TBA                    | Szalay Csongor (1. hang) Czető Ádám (2. hang)                                                |
| Fancy Dancy        | Diego Suarez           | Előd Álmos                                                                                   |
| Lola               | Ilaria Georgino        | Károlyi Lili                                                                                 |
| Sznobina           | Illara Latini          | Laurinyecz Réka                                                                              |
| Ugri               | TBA                    | Ungvári Gergely                                                                              |
| Ügyi               | TBA                    | Gubányi György István                                                                        |
| Mázli              | TBA                    | Molnár Levente                                                                               |
| Momo               | TBA                    | Markovics Tamás                                                                              |
| Dr. Fisby          | TBA                    | Petridisz Hrisztosz                                                                          |
| Ambrogio           | Oreste Baldini         | Petridisz Hrisztosz                                                                          |
| Ginny              | TBA                    | Pekár Adrienn                                                                                |
| Flóra              | TBA                    | Pekár Adrienn                                                                                |
| Cato               | TBA                    | Posta Victor                                                                                 |
| Trappy Robo kuty   | TBA                    | Szokol Péter                                                                                 |
| Sandy              | TBA                    | Czető Zsanett                                                                                |
| Bucky              | TBA                    | Berkes Bence (1. évad és 2. évad másik fele) Gáll Dávid (2. évad egyik fele)                 |
| Zoe                | TBA                    | Berkes Boglárka                                                                              |
| Cuki és Csoki      | TBA                    | Seder Gábor                                                                                  |
| Lusti / Szupermacs | TBA                    | Welker Gábor (1. évad) Király Adrián (2. évad)                                               |
| Alfredo            | TBA                    | Galbenisz Tomasz                                                                             |
| Abdul              | TBA                    | Dózsa Zoltán (1. évad) Galbenisz Tomasz (2. évad)                                            |
| Kataly             | TBA                    | Vári Attila (1. évad) Sörös Miklós (2. évad egyik fele) Szvetlov Balázs (2. évad másik fele) |
| Babucicc           | TBA                    | Hermann Lilla                                                                                |
| Piktor             | TBA                    | Bardóczy Attila                                                                              |
| Hekus              | TBA                    | Sörös Miklós                                                                                 |
| Parfé              | Leardo Graziano        | Gubányi György István                                                                        |
| Archibald          | Roberto Stocchi        | ?                                                                                            |
| Macslakó           | TBA                    | Kántor Kitty                                                                                 |
| Polly              | TBA                    | Sipos Eszter Anna                                                                            |
| Glitter            | TBA                    | Törköly Levente                                                                              |
| Kalász             | TBA                    | Faragó András                                                                                |
| Peppy              | TBA                    | Laudon Andrea                                                                                |
| Irka-firka         | TBA                    | Pálmai Szabolcs                                                                              |
| Mimi               | TBA                    | Illésy Éva                                                                                   |
| Aida               | TBA                    | Kis-Kovács Luca                                                                              |
| Sushi              | TBA                    | Mezei Kitty                                                                                  |
| Jane Blondie       | TBA                    | Mezei Kitty                                                                                  |
| Bill               | TBA                    | Király Adrián                                                                                |
| Buddy              | TBA                    | Király Adrián (1. hang) Schneider Zoltán (2. hang)                                           |
| Derence            | TBA                    | Fehér Péter (1. hang) Ujréti László (2. hang)                                                |
| Tip-Top            | TBA                    | Galbenisz Tomasz (1. hang) Holl Nándor (2. hang)                                             |
| Mara               | TBA                    | Sági Tímea (1. hang) Bogdányi Titanilla (2. hang)                                            |
| Nyau-pa            | TBA                    | Csuha Lajos                                                                                  |
| Charlie            | TBA                    | Fekete Zoltán (1. hang) Megyeri János (2. hang)                                              |
| Lizzy              | TBA                    | Ősi Ildikó                                                                                   |
| Sihuhu             | TBA                    | Szalay Csongor                                                                               |
| Alana              | TBA                    | Andrusko Marcella                                                                            |

## Magyar változat[2]
- Magyar szöveg: Roatis Andrea
- Szerkesztő: Horváth Márta
- Hangmérnök és vágó: Soltész Márton és Kis Pál
- Gyártásvezető: Soós Imréné
- Zenei rendező: Ullman Zsuzsa
- Szinkronrendező: Ambrus Zsuzsa
- Produkciós vezető: Fodor Eszter

A magyar változatot a MAHIR Szinkron Kft. készítette a MTVA megbízásából. A későbbi évfolyamot a Materfilm Digital készítette a Megamax megbízásából.

## Évados áttekintés
| Évad | Évad | Epizódok | Eredeti sugárzás   | Eredeti sugárzás | Magyar sugárzás    | Magyar sugárzás  |
| Évad | Évad | Epizódok | Évadpremier        | Évadfinálé       | Évadpremier        | Évadfinálé       |
| ---- | ---- | -------- | ------------------ | ---------------- | ------------------ | ---------------- |
|      | 1    | 52       | 2018. november 12. | 2019. május 26.  | 2019. április 15.  | 2020. február 3. |
|      | 2    | 52       | 2020. február 15.  | 2021. február 7. | 2020. december 28. | 2022. február 3. |

## Fordítás
- Ez a szócikk részben vagy egészben  a(z)   44 Cats című angol Wikipédia-szócikk fordításán alapul.  Az eredeti cikk szerkesztőit annak laptörténete sorolja fel. Ez a jelzés csupán a megfogalmazás eredetét és a szerzői jogokat jelzi, nem szolgál a cikkben szereplő információk forrásmegjelöléseként.

## Gyártás
A rajzfilmben elhangzó dalok, az olasz Zecchino d'oro gyerekdalfesztiválon hangoztak el.
A sorozatot egy második évadra megújították és 2020 márciusában kezdték sugározni Olaszországban.